# Jonathan Parr
Jonathan Parr (Oslo, 21 oktober 1988) is een Noors betaald voetballer die speelt als verdediger. Hij tekende in juli 2014 een tweejarig contract bij Ipswich Town, dat hem transfervrij overnam van Crystal Palace. Parr debuteerde in 2010 in het Noors voetbalelftal. Hij kan ook als middenvelder uit de voeten.

## Interlandcarrière
Onder leiding van bondscoach Egil Olsen maakte Parr zijn debuut voor het Noors voetbalelftal op 29 mei 2010 in het oefenduel tegen Montenegro (2-1), net als doelman Espen Bugge Pettersen en middenvelder Ruben Yttergård Jenssen. Hij begon in de basis en speelde de volledige negentig minuten.

## Erelijst
Ålesunds FK
- Noorse beker

2009, 2011